# Староятчинське сільське поселення
Староятчи́нське сільське поселення (рос. Староятчинское сельское поселение) — колишнє муніципальне утворення в складі Граховського району Удмуртії, Росія. Адміністративний центр — присілок Старі Ятчі.
Законом Удмуртської Республіки від 17.05.2021 № 47-РЗ ліквідовано через перетворення муніципального району на муніципальний округ.
Населення — 421 особа (2015; 503 в 2012, 533 в 2010).

## Склад
До складу поселення входять такі населені пункти:
| Населений пункт        | Населення, осіб (2010) | Населення, осіб (2012) |
| ---------------------- | ---------------------- | ---------------------- |
| Поршур, присілок       | 123                    | 118                    |
| Руський Куюк, присілок | 22                     | 23                     |
| Селянур, присілок      | 114                    | 104                    |
| Старі Ятчі, присілок   | 243                    | 228                    |
| Шарберда, присілок     | 31                     | 30                     |

## Господарство
В поселенні діють школа, садочок, бібліотека, 3 клуби, 3 фельдшерсько-акушерських пункти.